# Papua-Neuguinea-Erdbeben 1998
Das Papua-Neuguinea-Erdbeben ereignete sich am 17. Juli 1998 vor der Küste von Papua-Neuguinea. Es hatte die Magnitude 7,1. Das Epizentrum lag 70 km südöstlich von Vanimo. Es folgte ein schwerer Tsunami, der die Nordostküste der Insel traf. Er verwüstete unter anderem die Dörfer Sissano, Warupu, Arop und Malol. Etwa 2200 Menschen kamen um.